# Berck
Berck település Franciaországban, Pas-de-Calais megyében. Lakosainak száma 12 967 fő (2022. január 1.). Berck Merlimont, Rang-du-Fliers, Verton és Groffliers községekkel határos.

## Népesség
A település népességének változása:
| Lakosok száma | 14 835 | 14 509 | 14 680 | 14 189 | 13 791 | 13 482 | 13 442 | 13 298 | 12 967 |
|               | 2013   | 2015   | 2016   | 2017   | 2018   | 2019   | 2020   | 2021   | 2022   |